# Corticaria bella
Corticaria bella is een keversoort uit de familie schimmelkevers (Latridiidae). De wetenschappelijke naam van de soort werd in 1849 gepubliceerd door Redtenbacher.